# Casa delle Chimere
La Casa delle Chimere (in ucraino Будинок з химерами?, Budynok z chymeramy; in russo Дом с химерами?, Dom s chimerami) conosciuta anche come Casa Gorodeckij dal nome del suo progettista, è un edificio in stile Art Nouveau di Kiev in Ucraina.

## Storia

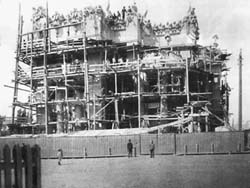
Il cantiere della Casa delle Chimere in fase di avanzamento

### Costruzione
La Casa delle Chimere fu progettata dall'architetto polacco Vladislav Vladislavovič Gorodeckij tra il 1901 e il 1902.Vladislav Gorodeckij nacque nel 1863 nella regione di Podolia. da una famiglia polacca appartenente alla nobiltà szlachta: prima di terminare i propri studi nella Accademia Imperiale di Arte di San Pietroburgo, si trasferì a Kiev nel 1890, città dove visse per trenta anni. Nell'epoca in cui poi progettò l'edificio Gorodeckij già era considerato un architetto di rilevanza nell'ambiente artistico della città, in cui aveva avuto la possibilità di segnalarsi con edifici come la chiesa di San Nicola, la Sinagoga caraita di Kiev o il palazzo del Museo nazionale d'Arte dell'Ucraina. Parallelamente all'architettura, Gorodeckij nutriva una fervente passione per la caccia, da cui poi desunse ispirazione per l'elaborazione dell'apparato ornamentale della stessa Casa delle Chimere.
Gorodeckij finanziò la costruzione dell'opera con denaro preso in prestito, nella prospettiva di renderlo poi redditizio adibendolo ad appartamenti di lusso. Ciascun piano ospitava un solo appartamento, collegato con i restanti attraverso scale e ascensori. Lo stesso Gorodetsky si destinò un'abitazione nella Casa delle Chimere, precisamente al quarto piano, dotato di una superficie di circa 380 metri quadrati.
Gorodeckij acquistò il lotto della Casa delle Chimere il 1º febbraio 1901, avviando il cantiere il 18 marzo dello stesso anno. La costruzione dei muri perimetrali si protrasse fino al 21 agosto 1901, mentre la copertura e la totalità delle murature furono ultimate il 13 settembre. A causa della traballante situazione economica dell'Impero russo, l'intero processo costruttivo subì significativi ritardi: nel maggio del 1903 solo uno degli appartamenti della Casa delle Chimere era abitato, fatta eccezione per quello occupato dallo stesso Gorodeckij. Il costo totale per l'acquisto del terreno e la costruzione dell'edificio assommò infine a 133 000 rubli, di cui 15 640 per la manodopera e altri costi edilizi. La Casa delle Chimere, la cui rentabilità fu stimata a un beneficio annuale di 7200 rubli, era dotata persino nelle sue immediate vicinanze di una stalla (per via della insistenza dello stesso Gorodeckij di disporre di latte fresco a non molta distanza dal suo domicilio) e di un giardino alpino in miniatura, dalle dimensioni di circa 320 m².
A causa della situazione finanziaria non florida di Gorodeckij, erosa in particolar modo dalla sua passione per i safari, l'architetto nel 1912 dispose la costruzione come garanzia di un prestito contratto con l'Associazione del Credito Mutuo di Kiev. Un anno dopo, non riuscendo a non pagare la totalità del finanziamento accordatogli, l'edificio fu pignorato e la sua proprietà passò a Daniel Balachovsky, proprietario della fabbrica di zucchero Blahodátinskoe, e attivo anche come ingegnere e agente consolare francese a Kiev. Nel 1918 la Casa delle Chimere fu ceduta a Samuel Nemets, e nel 1921, dopo che i bolscevichi presero possesso di Kiev, le sue unità immobiliari furono usate come uffici da varie unità di combattenti.

### Dal 1921 a oggi

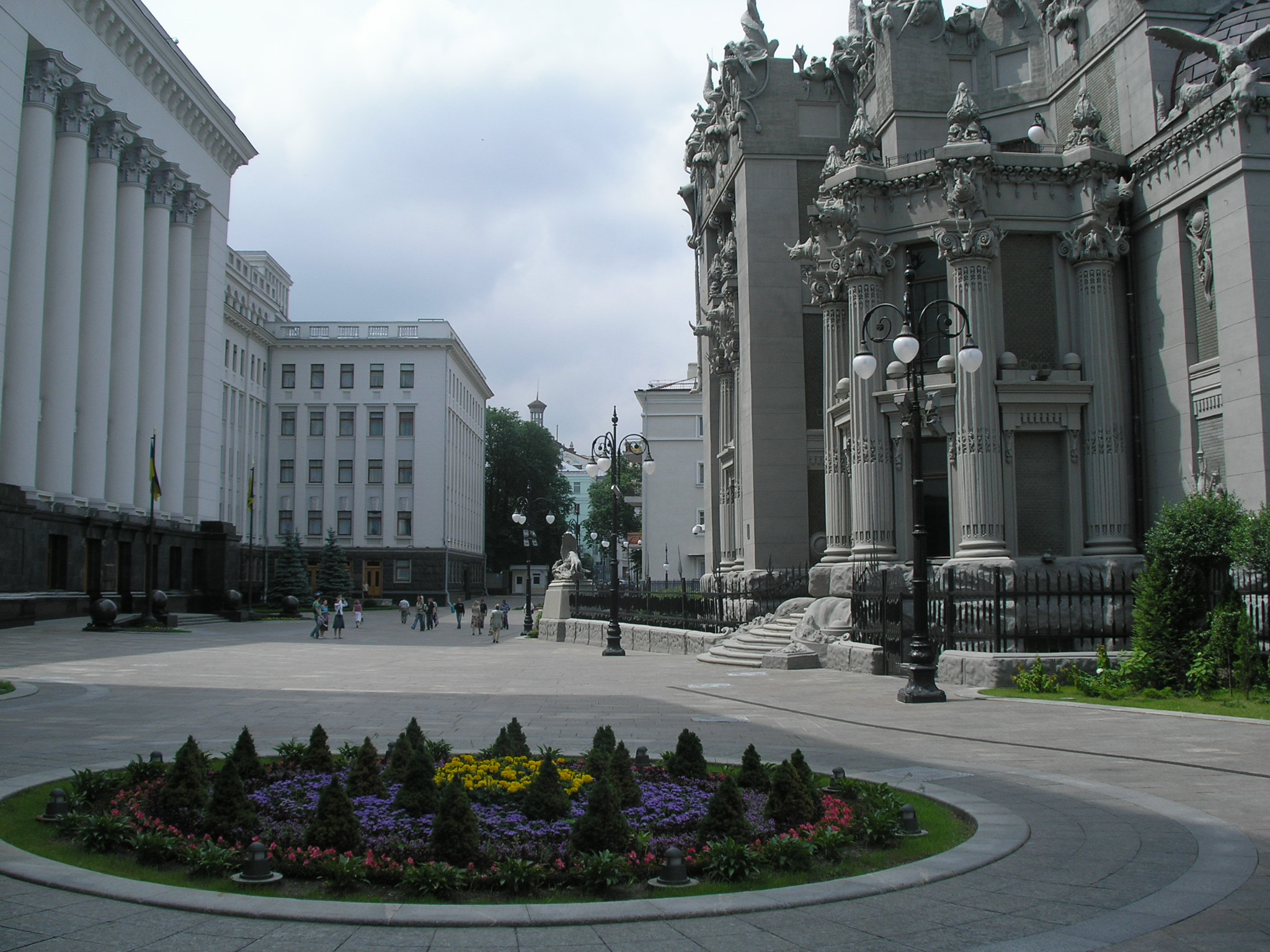
La piazza antistante la Casa delle Chimere

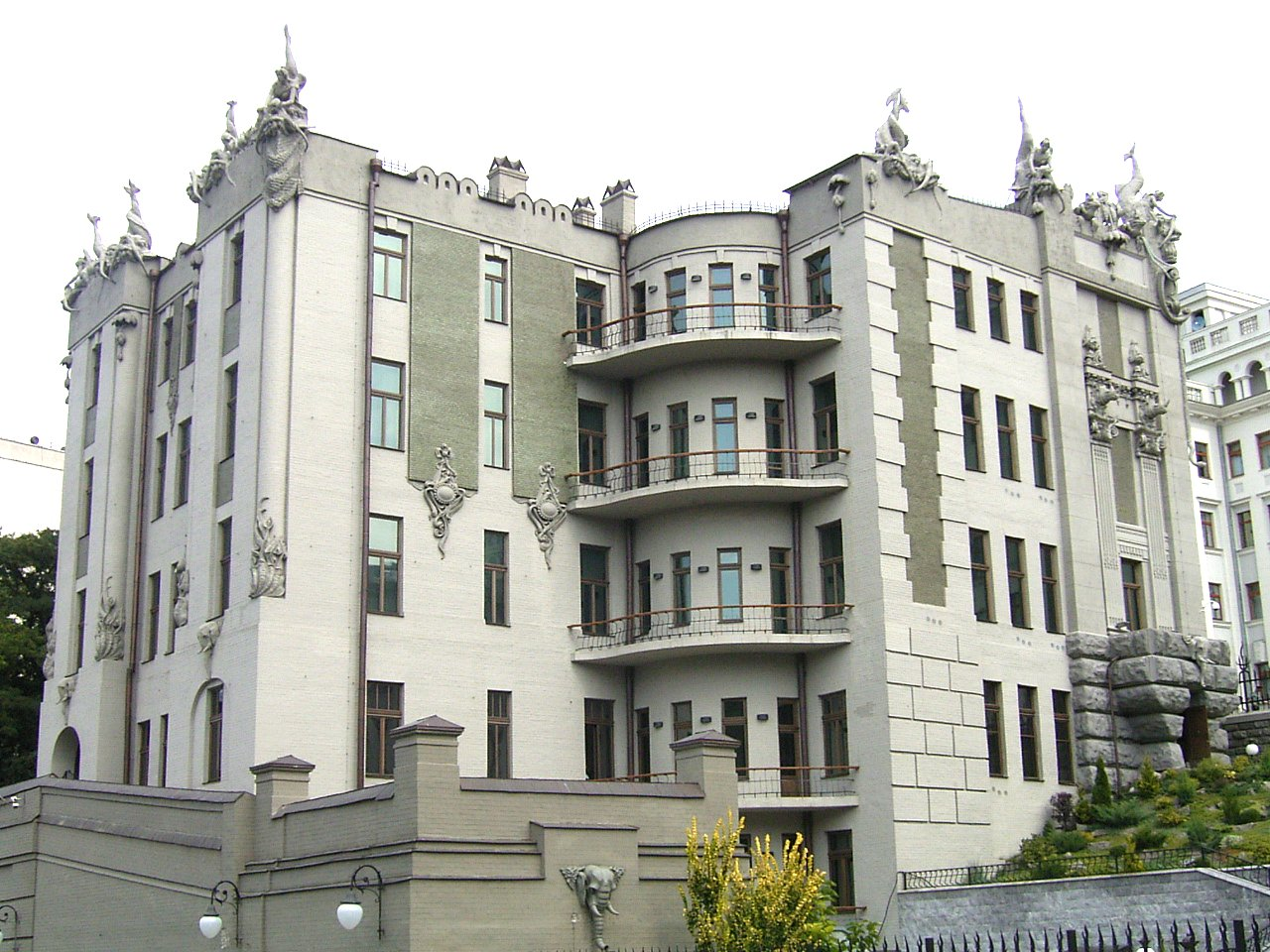
Vista frontale della Casa delle Chimere

Dopo la rivoluzione russa del 1917 la Casa delle Chimere fu nazionalizzata e, successivamente, rifunzionalizzata per abitazioni collettive: in quel periodo ciascun piano ospitava nove o dieci famiglie. Durante la seconda guerra mondiale l'edificio fu abbandonato e patì significativi danni strutturali e degradi, causati dall'esposizione ai bombardamenti e all'usura. Terminato il conflitto, fu utilizzato come residenza dagli attori evacuati dal teatro Iván Frankó e poi, dopo che divenne possesso del Comitato Centrale del Partito Comunista dell'Unione Sovietica, come clinica.
Come clinica fu utilizzato fino al 2002, quando il primo ministro ucraino Leonid Kučma sgomberò l'edificio e promosse una radicale campagna di restauro, sotto l'egida di UkrNDIProektRestavrátsiya e la direzione di Natalia Kosenko. In occasione di questo intervento si ripristinò l'assetto originale del piano inferiore, con la ricostruione del suo apparato decorativo (distrutto in epoca sovietica), e del patio interiore, in cui vennero collocati un lago artificiale e un piccolo giardino, così come progettato inizialmente da Gorodeckij. Il restauro, portato a termine in sei mesi nel 001, comportò una spesa pari a 165,6 milioni di dollari.
Inizialmente destinata a succursale del Museo di Arte Ucraina nel novembre del 2004, dal 2005 la Casa delle Chimere - in seguito a un ulteriore intervento di restauro che ripensò anche l'inserimento urbano del complesso con l'apertura di una nuova piazza innanzi - è utilizzata come residenza ufficiale del presidente dell'Ucraina, con varie stanze destinate a cerimonie ufficiali e diplomatiche, negoziazioni, conversazioni private, stipula e firma di documenti ufficiali e conferenze stampa.

## Descrizione

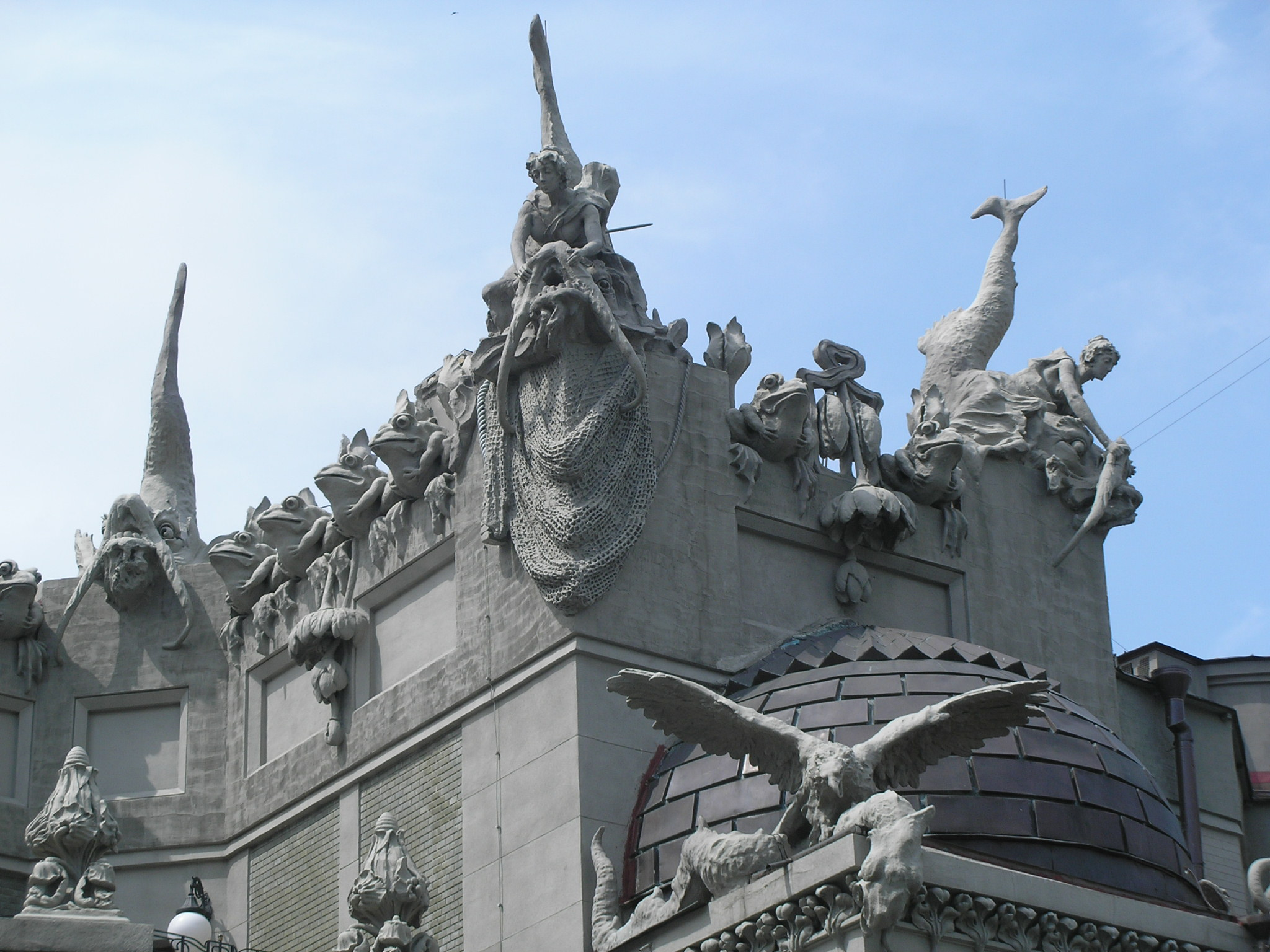
Dettaglio dell'apparato scultoreo dell'edificio

La Casa delle Chimere appartiene all'indirizzo stilistico Art Nouveau, al quale aderisce con le sue morfologie curvilinee e per l'esuberante partito decorativo, animato da un'imponente scenografia scultorea di fiori, essenze vegetali, creature fantastiche, esseri mitologici e grandi animali da caccia: l'immaginifica effervescenza di queste ornamentazioni valse a Gorodeckij il soprannome di Gaudí di Kiev.
Fu in particolare lo scultore italiano Emilio Sala a realizzare le sculture dell'edificio, sia nelle sue facciate esterne che nei suoi interni: frutto del suo scalpello, quindi, sono le sirene, i delfini, e le rane della copertura, i trofei di caccia e i natanti in naufragio delle facciate esterne, e i pesci gatto strangolati da foglie di fiori di loto delle scalinate interne. Le sculture esterne furono realizzate in cemento, la cui produzione fu affidata dalla compagnia For, della quale era vicedirettore lo stesso Gorodeckij. Nell'epoca in cui venne costruita la Casa delle Chimere il cemento era un materiale edilizio che, malgrado le coeve sperimentazioni di Auguste Perret, non godeva ancora di una grande popolarità, a testimonianza del suo carattere innovatore.
A causa della morfologia particolarmente scoscesa del lotto in cui fu costruita la Casa delle Chimere ricorre al cemento anche nelle sue fondazioni, così da garantire una risposta meccanica e strutturale ottimale. Guardando alla facciata principale, l'edificio sembra articolarsi su solamente tre piani: dal prospetto posteriore, invece, si legge e interpreta con chiarezza la sua distribuzione interna su sei piani.

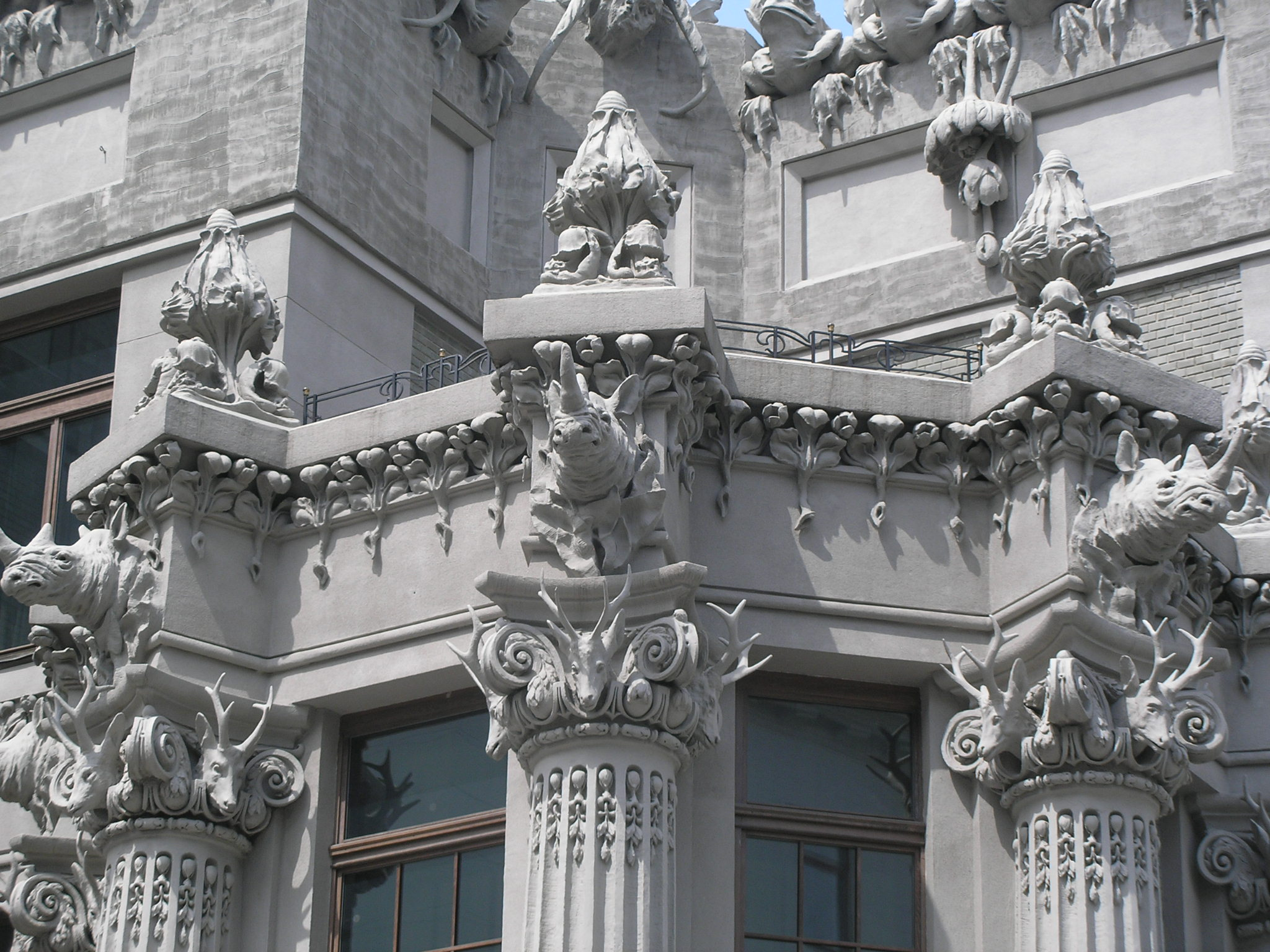
L'esuberante decorazione scultorea dell'edificio è animata da una vasta fauna, in cui si riconoscono persino cervi e rinoceronti, visibili in questa foto
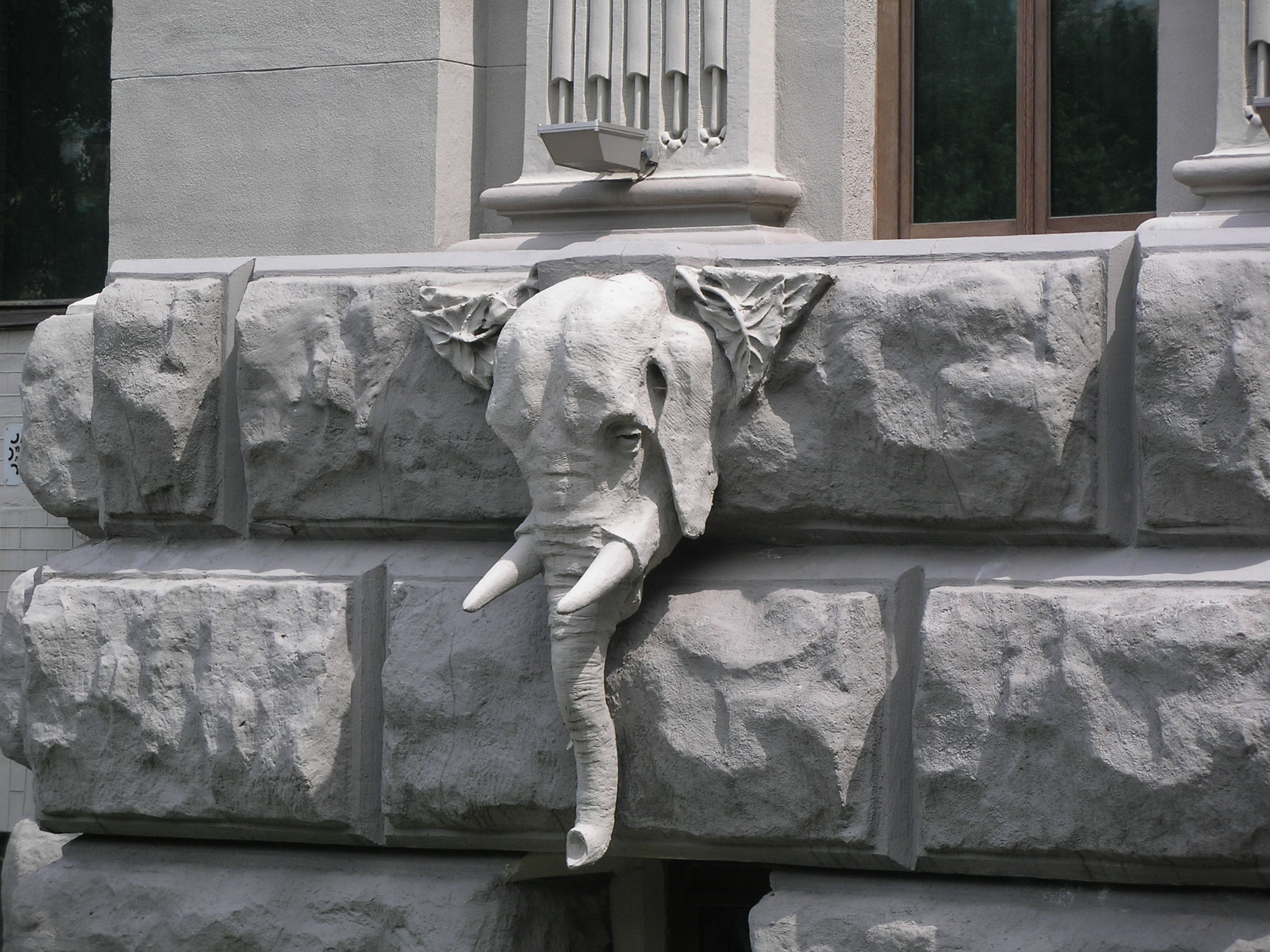
L'edificio è decorato con più di cento figure zoomorfe, come questo gargoyle con testa di elefante
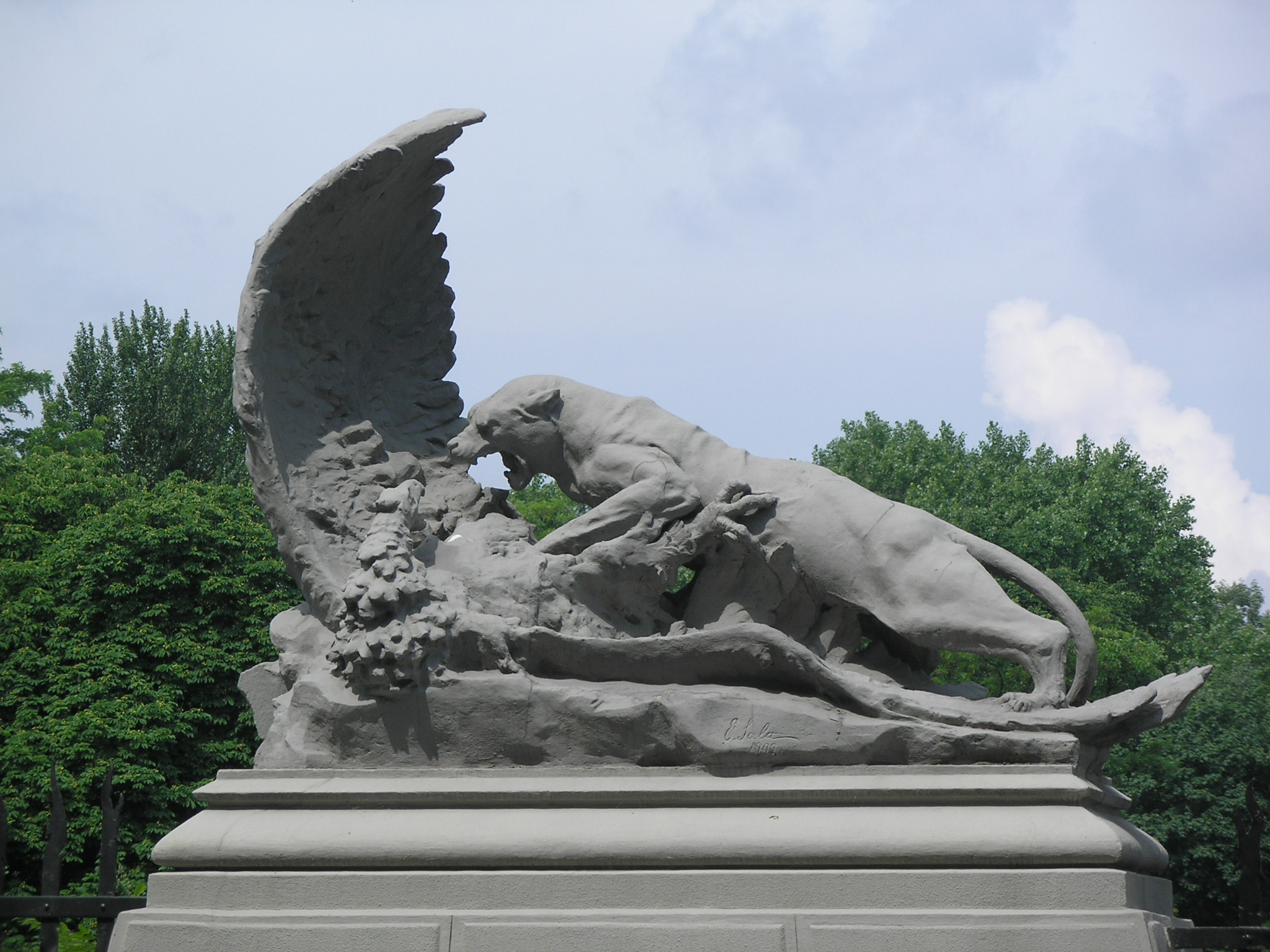
Altro dettaglio architettonico della Casa delle Chimere.

### Piante

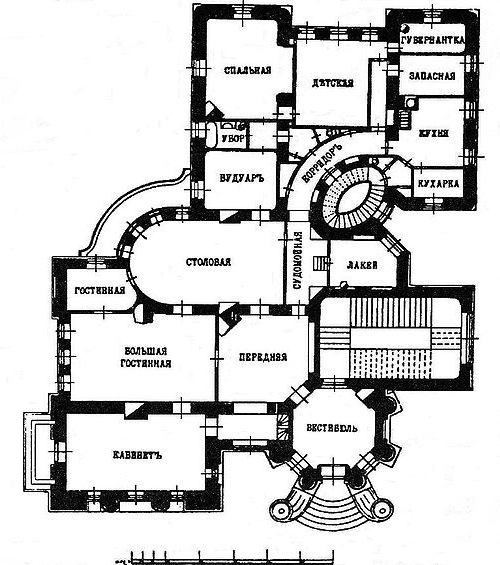
Pianta del sesto piano della Casa delle Chimere, con la residenza di Gorodeckij

La Casa delle Chimere fu progettata in modo che ciascun appartamento, occupando nella sua estensione l'interezza di ciascun piano, fosse dotato di tutte le stanze di cui potesse aver bisogno una residenza di alto lusso, dalle cucine private fino alle toelette private. In totale, l'edificio si estende su una superficie di 3.309,5 metri quadrati.
Nel livello più basso, all'interno della collina su cui si erge l'edificio, si situavano in origine due scuderie, due stanze per i cocchieri, una lavanderia collettiva e due appartamenti separati. Ciascuno di questi appartamenti si strutturava su un vestibolo che disimpegnava una cucina, un bagno e una stanza per la preparazione dei cibi, oltre che stanze dal carattere prettamente residenziali.
L'appartamento del secondo piano consisteva in sei locali residenziali, oltre che in un vestibolo, una cucina, tre spazi per la servitù, i servizi igienici, e infine due magazzini. Sullo stesso piano erano presenti anche quattro cantine per il vino, pensate e accessibili anche per i piani superiori. Un simile programma funzionale caratterizzava anche gli appartamenti degli altri piani. Di particolare interesse è l'appartamento del sesto piano, quello che appartenne a Gorodeckij e appunto caratterizzato dalle dimensioni maggiori. Qui sono presenti uno studio, un salone, una cucina, una camera da letto per i bambini, i servizi igienici, una stanza per la bambinaia, una stanza per gli ospiti, tre locali per la servitù, e due depositi.

## Leggende

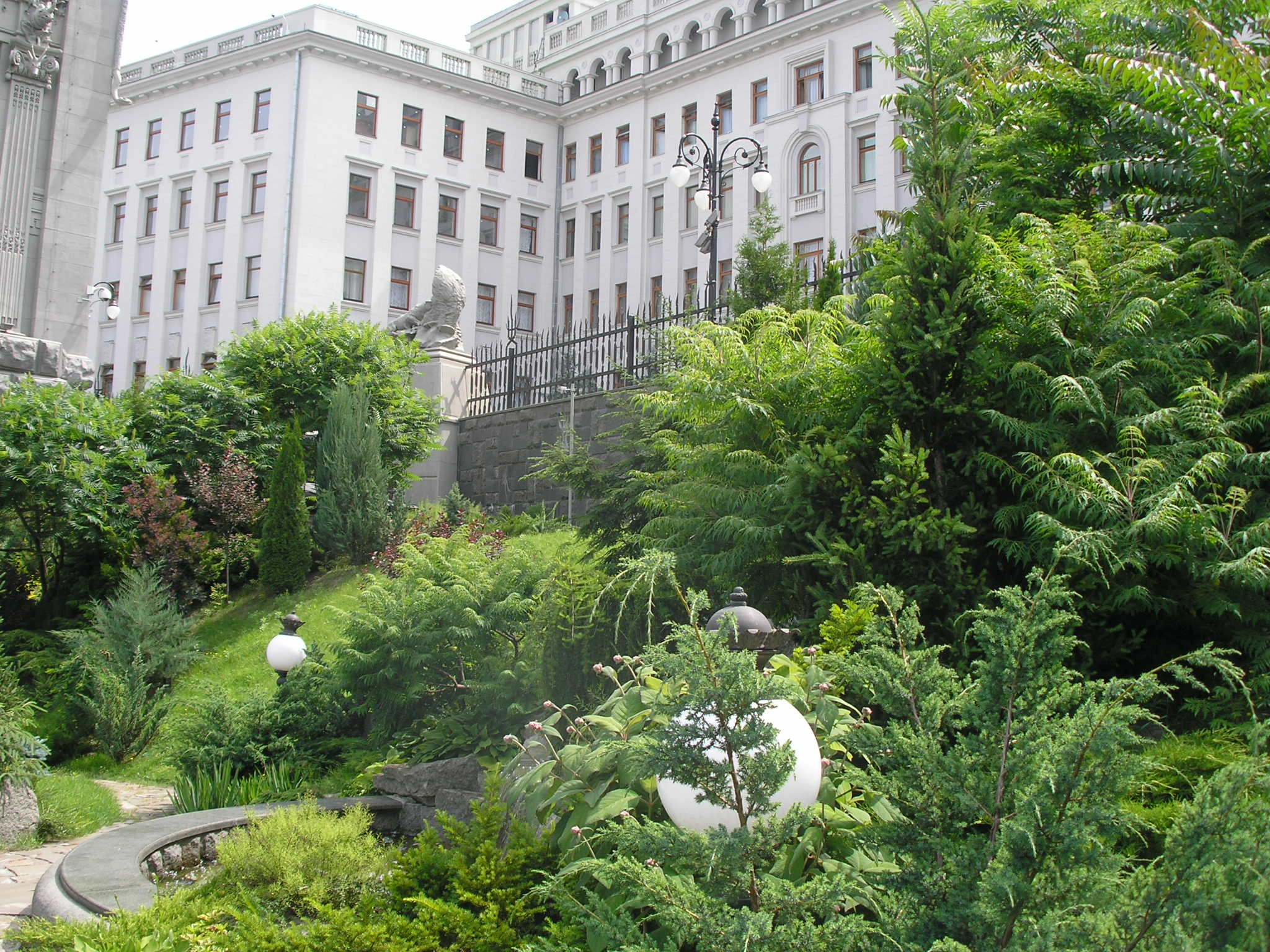
I giardini adiacenti alla Casa delle Chimere

L'eccentricità dell'edificio diede adito a una consistente serie di leggende e storie popolari. La prima è incentrata sulla figlia di Gorodeckij, la quale - suicidatasi in seguito a una delusione amorosa o a dispute familiari - avrebbe trascinato l'architetto polacco nella follia, inducendolo a costruire questo macabro edificio in sua memoria.
La seconda leggenda racconta che Gorodeckij  contrasse una scommessa con altri architetti (tra i quali Oleksandr Kóbelev) che sostenevano che era impossibile costruire un edificio su un luogo caratterizzato da una pendenza così pronunciata e, in aggiunta, da un terreno pantanoso e pertanto meccanicamente debole. Gorodeckij avrebbe così vinto la scommessa edificando, per l'appunto, la Casa delle Chimere, e violando persino una prescrizione di inedificabilità del Comitato Costruttivo di Kiev.
Infine, secondo la terza leggenda, Gorodeckij invocò una maledizione sull'edificio quando fu costretto ad abbandonarlo a causa della sua impossibilità a saldare i debiti che l'Associazione del Credito Mutuo di Kiev gli aveva concesso: in questo modo, tutti i suoi inquilini futuri sarebbero stati condannati ad avversità e penurie economiche. Questa è la leggenda alla quale viene dato maggiore credito in quanto, di fatto, tutte le imprese insediatasi nell'edificio sarebbero fallite per motivi finanziari.